# About Time (The Stranglers)
About Time è il dodicesimo album studio dei The Stranglers, pubblicato nel 1995.

## Il disco
In quest'album torna alla produzione Alan Winstanley, che era stato ingegnere del suono in Rattus Norvegicus, No More Heroes e Black and White e produttore in The Raven). L'album si piazzò alla posizione #31 nelle classifiche inglesi nel maggio 1995.

## Tracce
1. Golden Boy – 3:13
2. Money – 3:20
3. Face – 3:27
4. Sinister – 4:44
5. Little Blue Lies – 3:34
6. Still Life – 5:20
7. Paradise Row – 3:51
8. She Gave It All – 4:45
9. Lies and Deception – 3:50
10. Lucky Finger – 4:14
11. And the Boat Sails By – 4:33

## Formazione
- Paul Roberts - voce
- John Ellis - chitarra
- J.J. Burnel - basso, voce d'accompagnamento
- Jet Black - batteria
- Dave Greenfield - tastiere, voce d'accompagnamento

## Altri musicisti
- Caroline Dale - violoncello
- Wilfred Gibson - violino
- Nigel Kennedy - violino
- Gavyn Wright - violino
- Bob Smissen - violino, viola
- Chris Winter - armonica